# Ceratinia neso
Ceratinia neso är en fjärilsart som beskrevs av Jacob Hübner 1806. Ceratinia neso ingår i släktet Ceratinia och familjen praktfjärilar. Inga underarter finns listade i Catalogue of Life.

## Bildgalleri

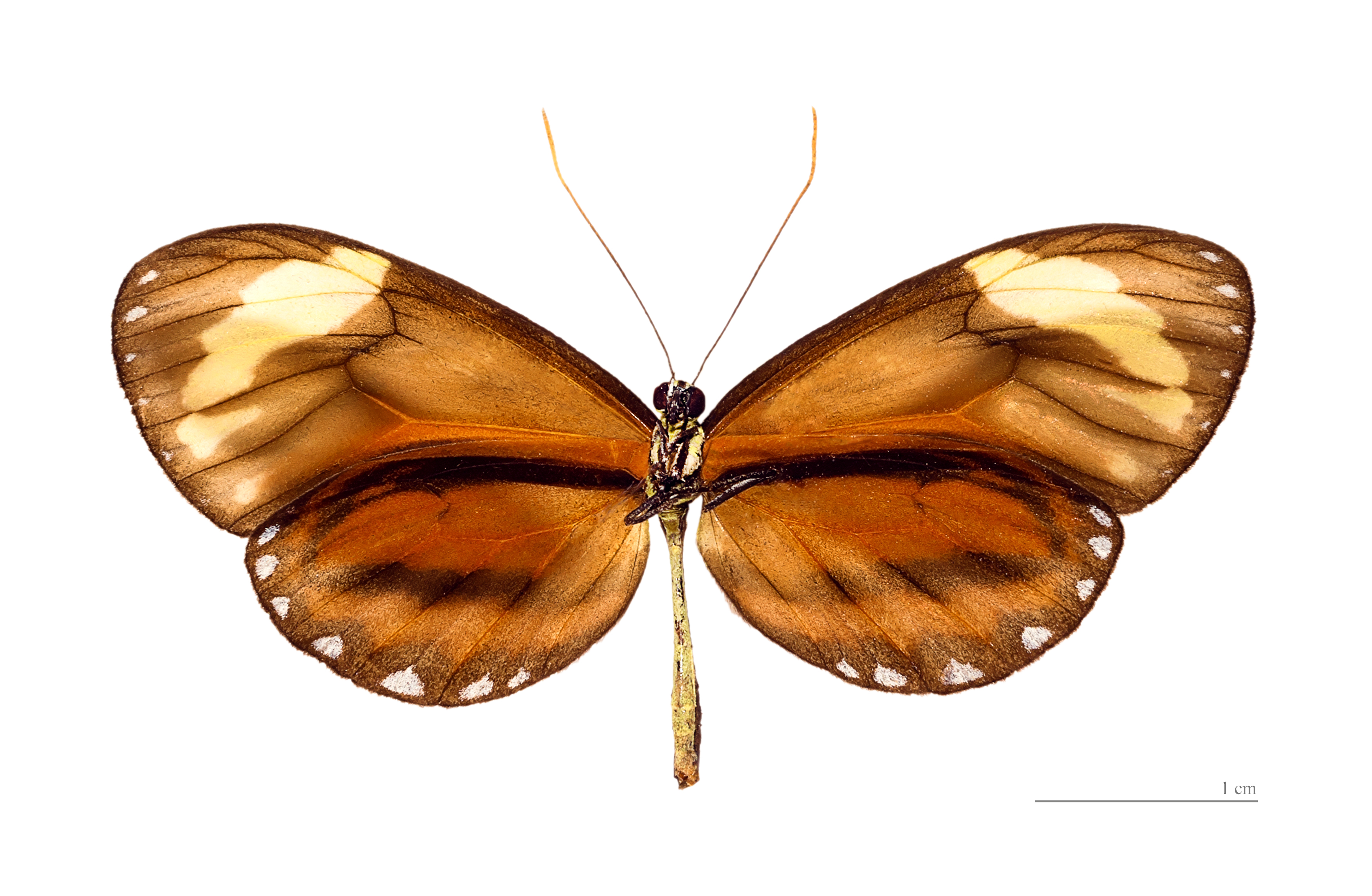
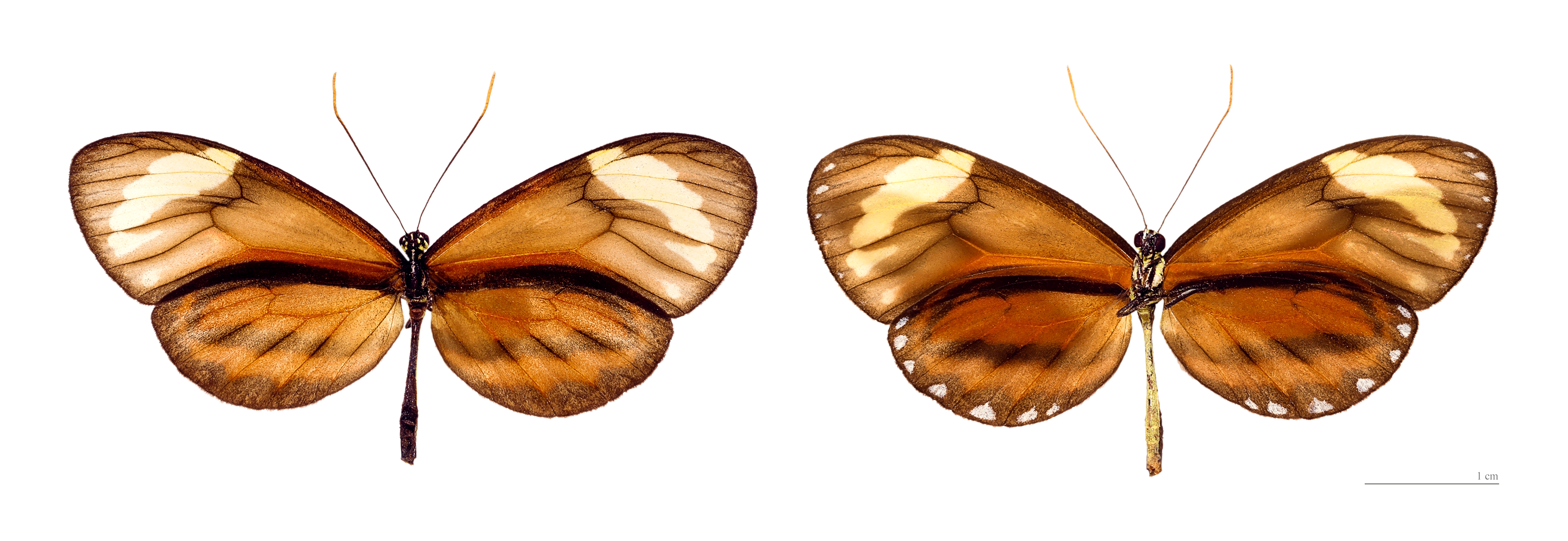
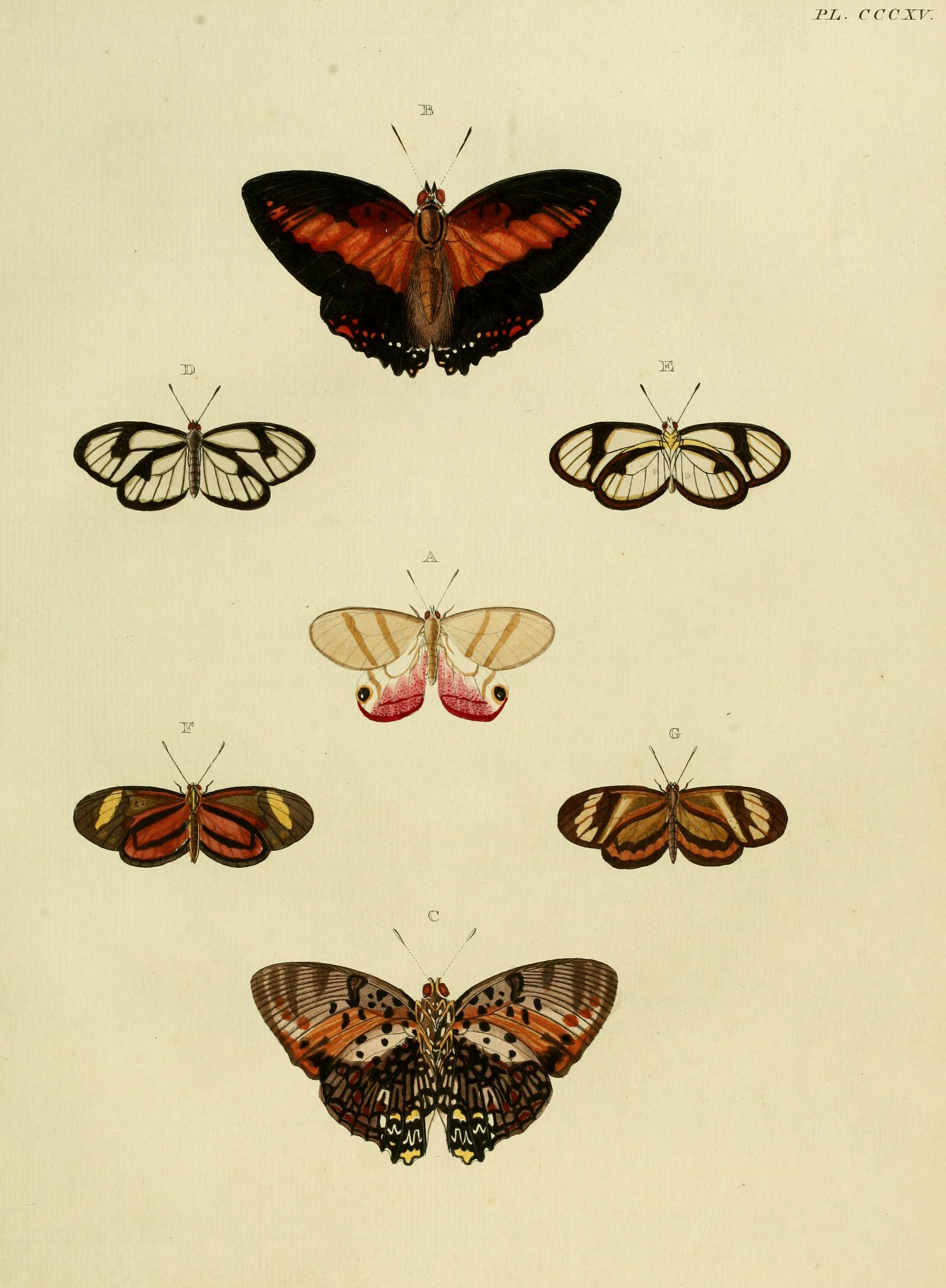
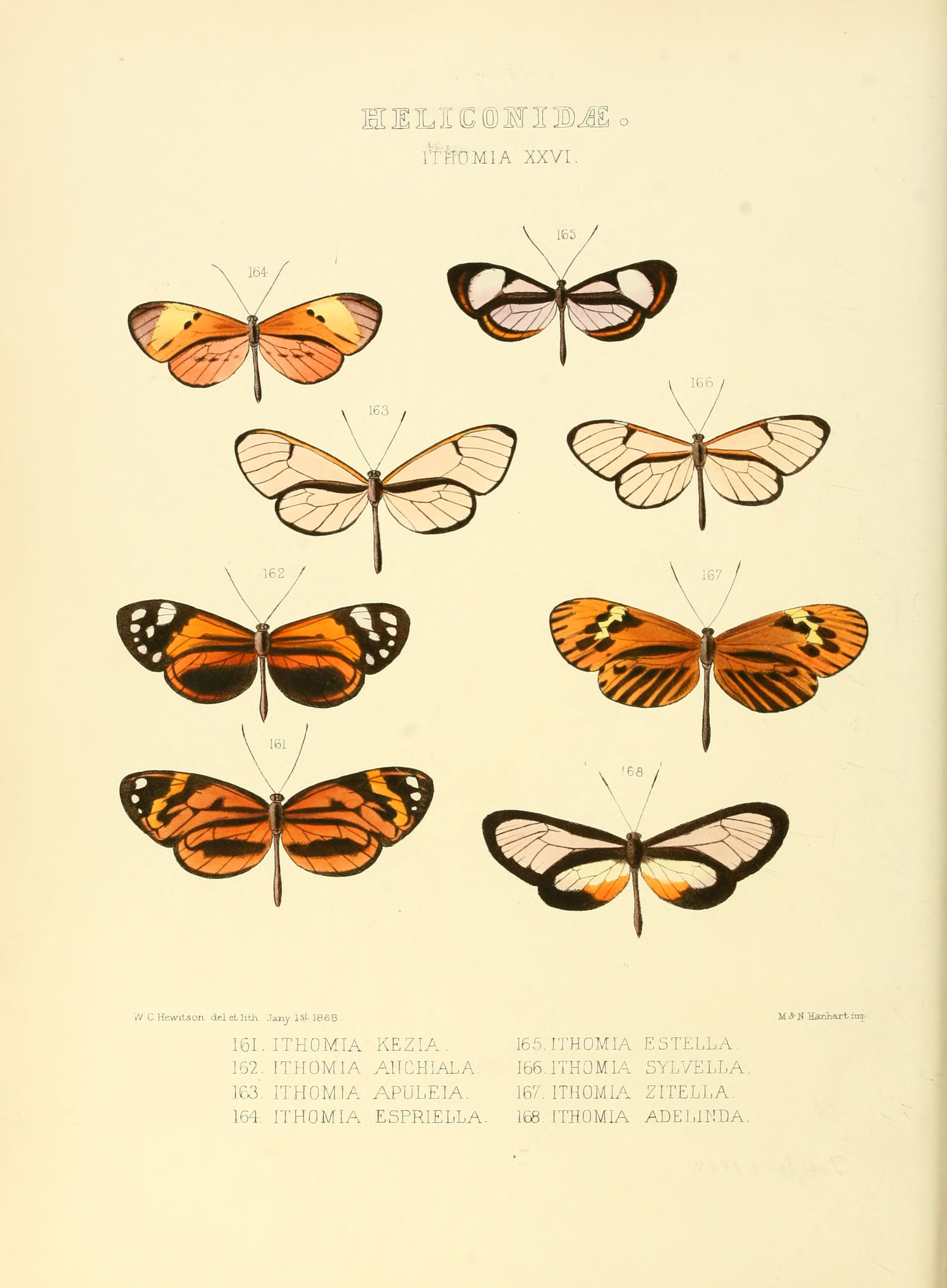